# Pangrapta dulcis
Pangrapta dulcis är en fjärilsart som beskrevs av Emilio Berio 1956. Pangrapta dulcis ingår i släktet Pangrapta och familjen nattflyn. Inga underarter finns listade i Catalogue of Life.